# Mercedes-Benz 630
Mercedes 24/100/140 PS / Mercedes-Benz 630 är en personbil, tillverkad av den tyska biltillverkaren Mercedes-Benz mellan 1924 och 1929.

## 630
1923 gick Daimler-Motoren-Gesellschaft samman med konkurrenten Benz & Cie., även om det skulle dröja ytterligare tre år innan man började sälja bilar under gemensamt namn. Samma år lämnade Paul Daimler sin fars firma efter en kontrovers med företagsledningen. Som efterträdare till Daimler som chefskonstruktör anställdes Ferdinand Porsche, som arbetat åt det österrikiska dotterbolaget Austro-Daimler under många år.
Porsches första arbeten åt Mercedes blev 24/100/140 PS och systermodellen 15/70/100 PS, vilka presenterades 1924. Båda modellerna hade sexcylindriga motorer med vevhus och motorblock i aluminium. Det avtagbara cylinderhuvudet, i gjutjärn, hade en kamskaftsdriven överliggande kamaxel. Motorn var försedd med en Roots-kompressor, monterad längst fram på motorn och driven från vevaxeln via en koppling. Kompressorn kopplades in först när gaspedalen trycktes i botten och var bara avsedd att ge extra kraft vid exempelvis omkörningar. Mercedes var mycket tydliga med att kompressorn bara fick användas under max 20 sekunder, därefter kunde motor och kraftöverföring ta skada av den ökade kraften. Motoreffekten angavs med två siffror: 100 hk utan överladdning och 140 hk med kompressorn inkopplad.
1926 bytte så bilen namn till Mercedes-Benz 630. Tidiga bilar hade haft kantileverfjädring bak, men från hösten 1927 gick man över till halvelliptiska fjädrar. Från 1928 kunde bilen levereras med den starkare motorn från Modell K.
Tillverkningen upphörde 1929, men fabriken hade ett stort lager osålda bilar kvar och den sista bilen såldes först 1934.

## Modell K
1926 presenterades sportmodellen Mercedes-Benz Modell K. Den hade kortare hjulbas (K står just för kort, eller Kurz på tyska) och försågs oftast med öppna två- eller fyrsitsiga karosser. 1928 fick bilen en starkare motor. Tillverkningen upphörde 1930.

## Motor
| Modell | Motor               | Cylindervolym | Effekt     | Bränslesystem               |
| ------ | ------------------- | ------------- | ---------- | --------------------------- |
| 630    | 6-cyl radmotor SOHC | 6240 cm³      | 100/140 hk | Enkel förgasare, kompressor |
| K      | 6-cyl radmotor SOHC | 6240 cm³      | 110/160 hk | Enkel förgasare, kompressor |

## Tillverkning
| Modell | Antal |
| ------ | ----- |
| 630    | 1 197 |
| K      | 150   |